# 博拉茲詹
博拉茲詹（波斯語：‎）是伊朗的城市，位於該國西南部，由布什爾省負責管轄，距離首府布什爾50公里，海拔高度94米，主要經濟活動有農業和工業，2006年人口92,221。

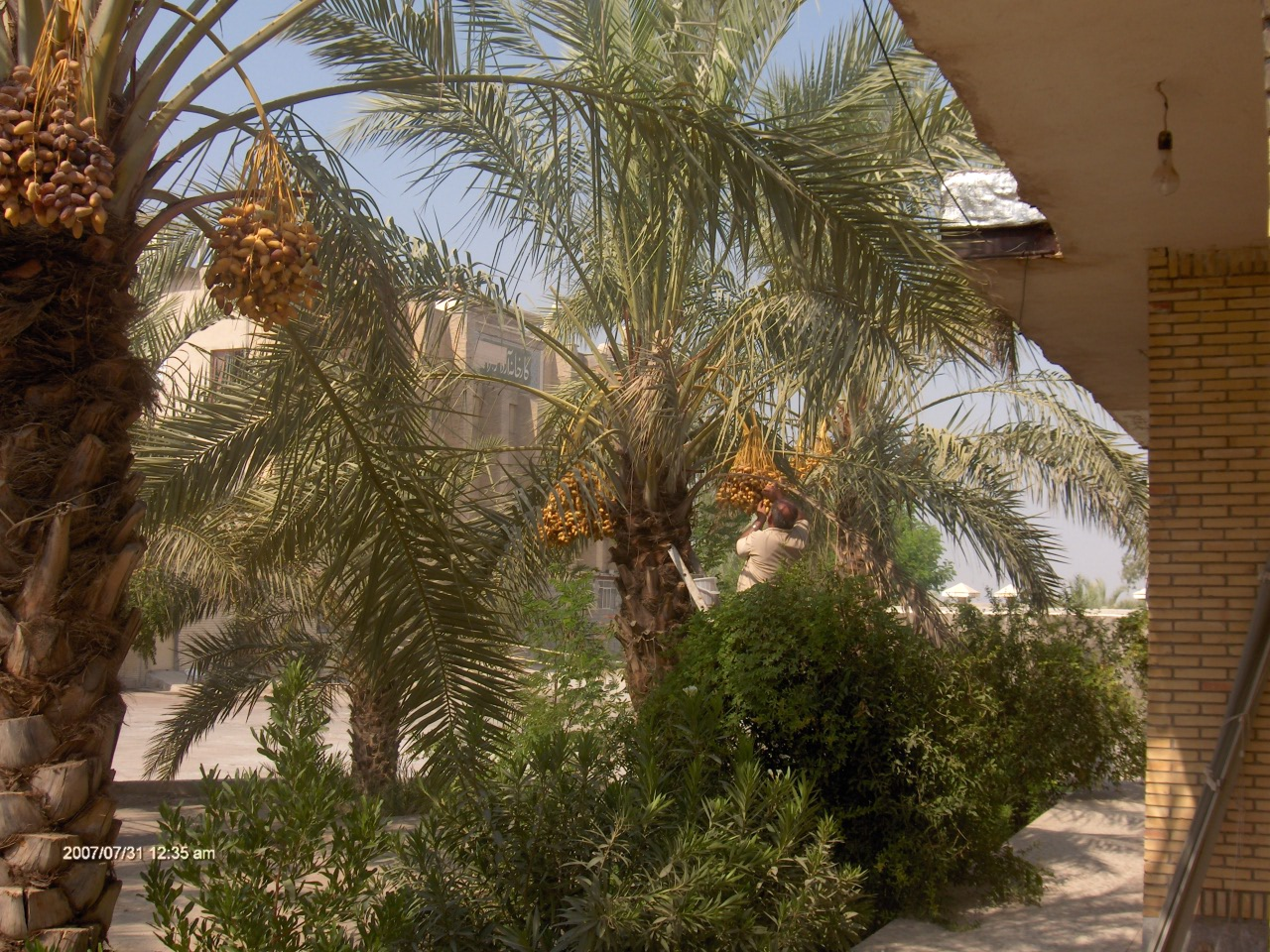